# Мария Челесте
Мария Челесте (Мария Целеста, итал. Maria Celeste, урождённая Вирджиния Галилей, итал. Virginia Galilei, 16 августа 1600, Падуя, Венецианская республика — 2 апреля 1634, Арчетри, Великое герцогство Тосканское) — монахиня, дочь Галилео Галилея.

## Биография
Вирджиния Галилей была дочерью Галилео Галилея и Марины Гамбы (итал. Marina Gamba), родилась в Падуе в 1600 г. Дети Галилея — Вирджиния, её сестра Ливия (1601—1659) и младший брат Винченцо (1606—1649) — были рождены в гражданском браке без венчания в церкви, а потому считались незаконнорожденными. Поэтому обеих дочерей Галилея никто не взял бы замуж — брак с ними считался бы недостойным. Позднее законным был признан только Винченцо Галилей.
В 1610 г. Галилей вместе с обеими дочерьми переехал во Флоренцию, оставив в Венеции Марину с четырёхлетним сыном. В 1613 г. Галилей сумел определить обеих дочерей в монастырь Сан Маттео, хотя они для этого были слишком юны. Этот монастырь находился в Арчетри недалеко от дома во Флоренции, в котором проживал Галилей. В монастыре Вирджиния приняла имя Мария Челесте (Мария Небесная) в честь Богородицы и занятий отца небесной механикой, а Ливия стала Арканджелой. Этот монастырь был довольно беден и существовал в основном на пожертвования. Галилей продолжал заботиться о пребывающих в монастыре дочерях: так, в беседе с папой Урбаном VIII он решил вопрос о пособиях девочкам и назначении в монастырь нового духовника.
О 10 годах жизни Марии Челесте в монастыре (1613—1623) ничего не известно, но сохранились 124 её письма к Галилею, написанных в течение 1623—1634 гг.
В 1634 г. Мария Челесте умерла от дизентерии.